# Canton de Saint-Gervais-les-Bains
Le canton de Saint-Gervais-les-Bains, anciennement canton de Saint-Gervais, est un ancien canton français, situé dans le département de la Haute-Savoie. Le chef-lieu de canton se trouvait à Saint-Gervais-les-Bains. Il disparait lors du redécoupage cantonal de 2014 et les communes rejoignent le canton du Mont-Blanc.

## Géographie
Le canton correspondait en partie au val Montjoie ou vallée du Bonnant. Saint-Gervais-les-Bains est le seul pôle urbain du canton. L'ensemble se trouve dans le pays du Mont-Blanc.

## Histoire administrative
Lors de l'annexion du duché de Savoie à la France révolutionnaire en 1792, le val Montjoie est organisée, en 1793, autour du canton de Saint-Gervais, au sein du district de Cluses, dans le département du Mont-Blanc,. Ce nouveau canton comptait trois communes : Contamines-Montjoie ; Saint-Gervais et Saint-Nicolas-de-Véroce, avec 3 552 habitants. Avec la réforme de 1800, le canton disparait et les communes rejoignent le canton de Sallanches (10 communes), dans le nouveau département du Léman, dans l'arrondissement communal de Bonneville.
En 1814, puis 1815, le duché de Savoie retourne dans le giron de la maison de Savoie. Le canton français de Sallanches devient dans la nouvelle organisation de 1816 un mandement sarde comprenant dix communes, toutefois, les communes de l'ancien canton de Saint-Gervais, au sein de la province du Faucigny. La nouvelle réforme de 1818 créée le mandement de Saint-gervais qui se substitue à celui de Chamonix avec huit communes : Chamonix ; Les Contamines ; Les Houches ; Passy ; Saint-Gervais ; Saint-Nicolas-de-Véroce ; Servoz et Vallorcine. En 1837, le mandement de Saint-Gervais reste dans la province du Faucigny, dans la division administrative d'Annecy.
Au lendemain de l'Annexion de 1860, le duché de Savoie est réunis à la France et retrouve une organisation cantonale, au sein du nouveau département de la Haute-Savoie (créé par décret impérial le 15 juin 1860). Le canton de Saint-Gervais est à nouveau créé avec la même organisation que le mandement. Le 7 avril 1867, la commune de Saint-Gervais devient Saint-Gervais-les-Bains,. Par ailleurs le canton est divisé en canton de Saint-Gervais avec les communes de Saint-Nicolas-de-Véroce, les Contamines et Passy, les autres communes rejoignent le nouveau canton de Chamonix (quatre communes).
Par décret du 13 février 2014, le nombre de cantons du département est divisé par deux, avec mise en application aux élections départementales de mars 2015. Le canton de Saint-Gervais est fusionné avec celui de Chamonix-Mont-Blanc pour donner naissance au nouveau canton du Mont-Blanc.

## Composition
Le canton de Saint-Gervais-les-Bains regroupait les 3 communes suivantes :
| Nom                                 | Code Insee | Intercommunalité      | Superficie (km2) | Population (dernière pop. légale) | Densité (hab./km2) |
| ----------------------------------- | ---------- | --------------------- | ---------------- | --------------------------------- | ------------------ |
| Saint-Gervais-les-Bains (chef-lieu) | 74236      | CC Pays du Mont-Blanc | 63,63            | 5 546 (2014)                      | 87                 |
| Les Contamines-Montjoie             | 74085      | CC Pays du Mont-Blanc | 43,55            | 1 204 (2014)                      | 28                 |
| Passy                               | 74208      | CC Pays du Mont-Blanc | 80,03            | 10 795 (2014)                     | 135                |

## Représentation

### Conseillers généraux de 1861 à 2015
| Période | Période           | Identité                   | Étiquette             | Qualité |
| ------- | ----------------- | -------------------------- | --------------------- | --- |
| 1861    | 1870 (décès)      | François Aly               |                       | Géomètre et loueur de meublés pour curistes Maire de Saint-Gervais-les-Bains                                                    |
| 1870    | 1871              | Louis Perroud              | Opposant à l'Empire   | Marchand, drapier |
| 1871    | 1874 (démission)  | Auguste Burgal             |                       | Greffier de la justice de paix Adjoint au Maire de Saint-Gervais-les-Bains                                                      |
| 1874    | 1875 (démission)  | Alphonse Béguin            | Républicain           | Chef de division à la Préfecture d'Annecy Domicilié à Passy                                                                     |
| 1875    | 1898              | Jean-Marie Pacthod         | Modéré                | Avocat à Bonneville |
| 1898    | 1904 (décès)      | François Rosset            | Rad.                  | Marchand de vin, propriétaire d'immeubles, rentier Président de la Société savoisienne de Paris                                 |
| 1904    | 1910              | Léon Conseil               | Rad.                  | Notaire à Saint-Gervais-les-Bains                                                                                               |
| 1910    | 1915 (décès)      | Charles Gédéon             | Rad.                  | Pharmacien à Saint-Gervais-les-Bains                                                                                            |
| 1919    | 1935 (décès)      | Fernand David              | Rad.                  | Avocat Conseiller municipal d'Annemasse Ministre (1912-1917) Président du Conseil Général (1925-1935)                           |
| 1935    | 1940              | Théophile Vallet           | Rad.                  | Hôtelier - Maire de Passy |
|         |                   |                            |                       | |
| 1942    | 1945              | Marcel Conseil             | Rad.                  | Notaire Maire de Saint-Gervais-les-Bains (1935-1945), ancien conseiller d'arrondissement Nommé conseiller départemental en 1942 |
|         |                   |                            |                       | |
| 1945    | 1949              | Amédée Guy                 | SFIO                  | Médecin biologiste Député (1936-1942 et 1945) Sénateur (1946-1948) Conseiller municipal de Bonneville                           |
| 1949    | 1955              | Martin Chambel (1886-1956) | MRP                   | Hôtelier Maire de Saint-Gervais-les-Bains (1945-1953)                                                                           |
| 1955    | 1971 (décès)      | René Dayve (1908-1971)     | SFIO puis DVG         | Instituteur Maire de Passy (1971)                                                                                               |
| 1972    | 1985              | Roger Jacquet              | CD puis UDF-CDS       | Cultivateur - Conseiller municipal de Saint-Gervais-les-Bains                                                                   |
| 1985    | 1993 (annulation) | Robert Fournier            | DVD                   | Maire de Passy (1983-1995) Conseiller régional                                                                                  |
| 1993    | 2004              | Bernard Chevallier         | RPR puis UMP          | ex-Président de la Fédération française de ski Maire des Contamines-Montjoie (1994-2001)                                        |
| 2004    | 2015              | Jean-Marc Peillex          | UDF puis DVD puis UDI | Administrateur de sociétés Maire de Saint-Gervais-les-Bains (depuis 2001)                                                       |

### Conseillers d'arrondissement (de 1861 à 1940)
| Période                                  | Période      | Identité                    | Étiquette | Qualité |
| ---------------------------------------- | ------------ | --------------------------- | --------- | --- |
| av.1931                                  | 1935 (décès) | François Décret (1875-1935) | Radical   | Cultivateur à Chedde, Passy                                                                                 |
| 1935                                     | 1937         | Marcel Conseil (1901-1955)  | Radical   | Notaire, maire de Saint-Gervais                                                                             |
| 1937                                     | 1940         | Gaston Dayve (1889-1954)    | Radical   | Cultivateur, adjoint au maire de Saint-Gervais                                                              |
| 1940                                     |              |                             |           | Les conseils d'arrondissement ont été suspendus par la loi du 12 octobre 1940 et n'ont jamais été réactivés |
| Les données manquantes sont à compléter. |              |                             |           | |

## Démographie
| 1962   | 1968   | 1975   | 1982   | 1990   | 1999   | 2006   | 2011   | 2012   |
| ------ | ------ | ------ | ------ | ------ | ------ | ------ | ------ | ------ |
| 13 484 | 14 303 | 13 963 | 14 410 | 15 353 | 16 509 | 18 010 | 18 344 | 18 006 |